# 佐藤継信

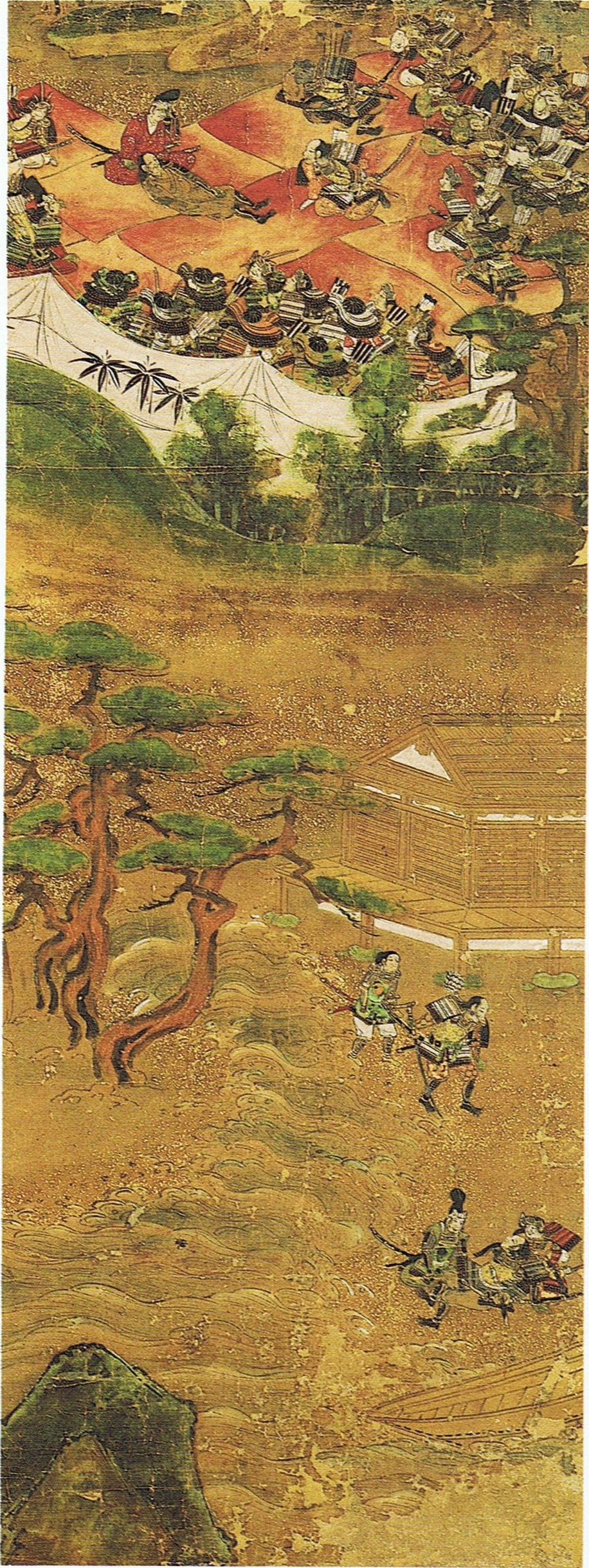
屋島での継信最後（赤間神宮所蔵）

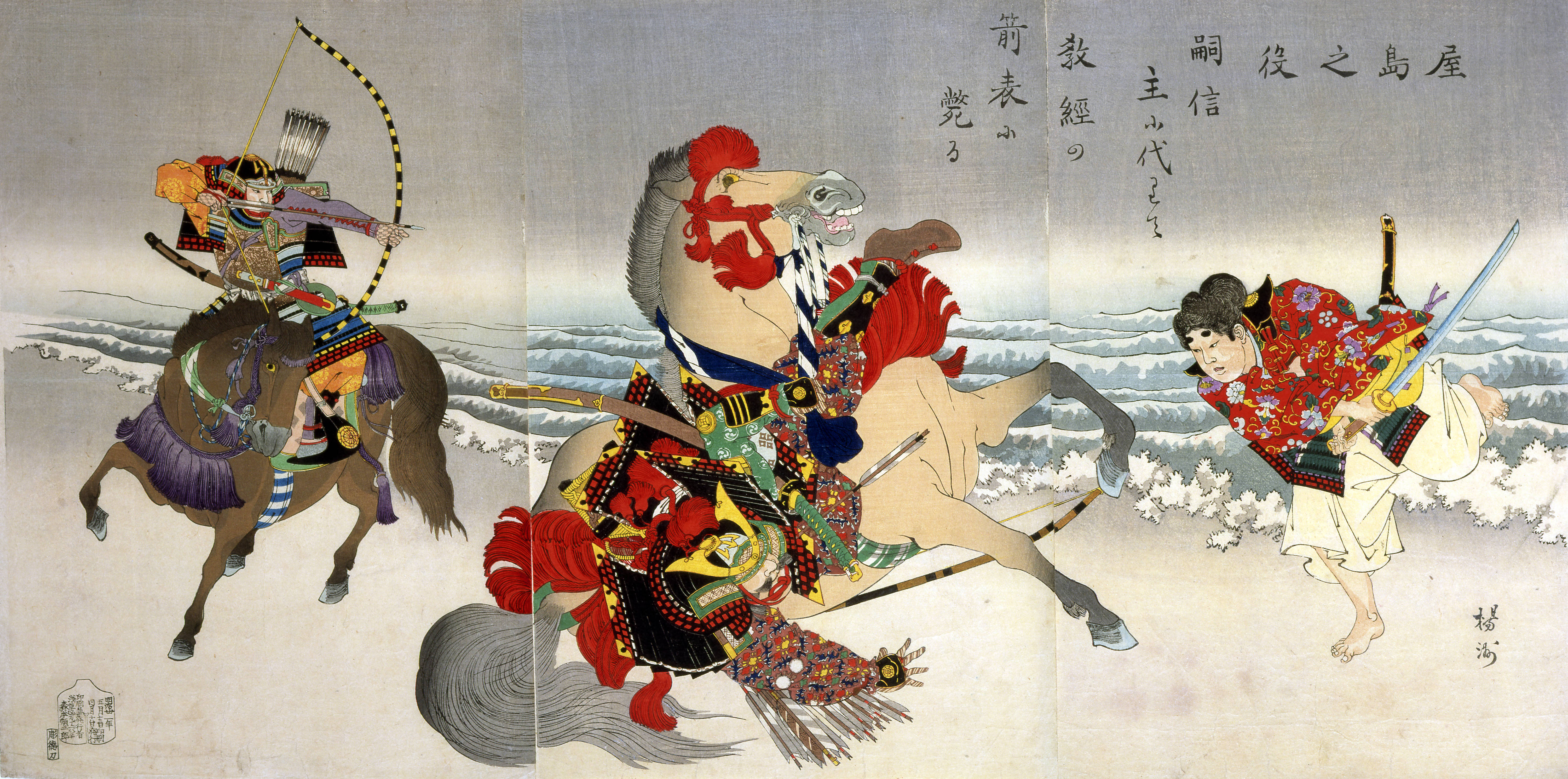
屋島での継信最後（楊洲周延画）

佐藤 継信（さとう つぐのぶ）は、平安時代末期の武将で、源義経の家臣。『源平盛衰記』では義経四天王に数えられる。佐藤忠信の兄。奥州藤原氏の家臣・佐藤基治の子。

## 生涯
治承4年（1180年）、奥州にいた義経が挙兵した源頼朝の陣に赴く際、藤原秀衡の命により弟・忠信とともに義経に随行。義経の郎党として平家追討軍に加わったのち、屋島の戦いで討ち死にした。『吾妻鏡』元暦2年（1185年）2月19日の条によると、義経は継信の死を非常に嘆き悲しみ、1人の僧侶を招き千株松の根元に葬った。また御幸供奉の時に後白河院から賜り、毎回戦場で乗っていた名馬「大夫黒」を僧侶に与えた。『吾妻鏡』は「これは戦士を慈しむ手本である。これを美談としない者はない。」と書いている。
『源平盛衰記』によると享年は28（佐藤氏の菩提寺である医王寺の継信の石塔には享年36とある）。
盛衰記では継信は義経の乳母子とされている。

## 「嗣信最後」
『平家物語』で継信は平教経が義経を狙って放った矢を身代わりとなって受けて戦死したとされているが、『吾妻鏡』では教経は一ノ谷の戦いですでに戦死したことになっている。
『平家物語』巻第十一「嗣信最後」における継信の最期の様子を以下に簡略に示す（名の表記は「継信」とする）。
屋島の戦いにおいて、王城一の強弓精兵である平教経の矢先にまわる者で射落とされないものはなかった。なかでも源氏の大将である義経を一矢で射落とそうとねらったが、源氏方も一騎当千の兵たちがそれを防ごうと矢面に馳せた。真っ先に進んだ継信は弓手の肩から馬手の脇へと射抜かれて落馬した。義経は継信を陣の後ろにかつぎこませ、急いで馬から飛び下り手を取って、「この世に思い置くことはないか」と尋ねた。継信は「別に何事も思い置くべきことはない。しかし、主君が世の中で栄達するのを見ずに死ぬことが心に懸かることです。武士は、敵の矢に当たって死ぬことは元より期するところです。なかでも、源平の合戦に奥州の佐藤三郎兵衛継信という者が、讃岐の国屋島の磯で、主に代わって討たれたなどと、末代までの物語に語られることこそ、今生の面目、冥途の思い出です」と答えて亡くなった。義経は鎧の袖を顔に押し当てさめざめと泣き、近くに僧がいないか探させ、その僧に大夫黒という鵯越を行なった名馬を賜わり、継信を供養させた。継信の弟の忠信をはじめ、これを見た侍たちは皆涙を流し、「この主君のためなら、命を失うことは露塵ほども惜しくはない」と述べた。

## 史跡・伝説
出身は奥州信夫郡（現在の福島市飯坂地区）で、佐藤氏の居館「大鳥城」が舘の山公園として存在する。
継信、忠信兄弟が奉ってある佐藤氏の菩提寺・医王寺には、伝武蔵坊弁慶の「笈」（県重要文化財）とされるものや、伝継信所用とされる「鞍」（市重要文化財）が残されている。また、寺の敷地内には継信・忠信の母乙和御前の悲しみが乗り移って、花が咲く前につぼみが落ちてしまうという「乙和の椿」がある。
医王寺にある継信・忠信の石塔（墓）は「粉にして飲むと体が強くなる」という言い伝えにより、薬として利用され、石塔の半ばほどが大きく削り取られている。
香川県高松市牟礼町には2か所に佐藤継信の墓がある。
1つは「佐藤継信の墓･太夫黒の墓」として知られるものである。洲崎寺にあり昭和初期に継信の子孫によって整備された。継信の死を嘆いた義経が菩提を弔うよう覚阿上人という志度寺の僧に頼み自らの愛馬である太夫黒（たゆうぐろ）を贈ったといわれ、その太夫黒の墓が継信の墓の横に作られている。継信が亡くなったときには洲崎寺の寺の扉に乗せて運ばれたという伝承があり、洲崎寺には継信ゆかりの武具などが残っている。
もう1つは高松藩初代藩主の松平頼重が遍路道の傍らに建立したものである（佐藤継信の墓）。もとは王墓池（平田池）のある場所にあったが、正保2年（1645年）の池の築造で現在地に移された。1931年（昭和6年）5月に継信の子孫によって大改修され墓地公園になっている（高松市登録史跡）。同地には宮島詠士の筆による石碑「佐藤氏念祖碑」が建つ。
また、京都市内にも佐藤継信・忠信兄弟の墓がある。
信濃国善光寺に佐藤継信の母が参詣し、継信と忠信のため、両名の戒名を刻んだ供養塔を建立した。
宮城県白石市斉川の田村神社の甲冑堂は社伝によると文亀年間（1501年～1504年）に継信の末裔とされる佐藤左衛門亮信治によって建立されたと伝えられている。

## 子孫に関する伝承
北海道寿都郡寿都町字歌棄町有戸には、継信の末裔が明治初期に建てた漁場建築の代表例「カクジュウ佐藤家」がある。現在でも人が住んでおり、ニシン漁場時代の資料や文献が大切に保管されている。洋風の六角形の明かり取り、その背後に和風の切妻屋根の煙出しを設けた和洋折衷の独自のスタイルの外形をもっている。旧態の保存が良好である上、建築年代、規模、意匠、構造の諸点からみて、現存の漁場建築(鰊御殿)の中で、この建物に匹敵するものがない代表的な遺構である。昭和43年（1968年）北海道有形文化財に指定された。
清河八郎の生家である斎藤家のはじまりは、清和源氏の分かれである越智氏が京都から下ってきて斎藤を名乗ったという。つまり平安末期から鎌倉時代初期にかけての旧家で、南北朝時代には斎藤外記という武将がかなりの戦功をあげたらしい。伝説では、文治2年（1186年）、源義経ら主従が京都から奥州平泉の藤原家にのがれる途中、清川に寄っており、その時に斎藤家が世話し、義経から鬼王丸という刀を与えられたという。源義経が清川に立ち寄ったことは有名で、御諸皇子神社で一夜を明かし、清川から最上川を船で上ったと「義経記」に出てくる。その時、御諸皇子神社に奉納されたという義経の笛や弁慶の祈願文が今でも残されている。八郎の祖母は宮曽根村（余目地区）佐藤市郎左右衛門の出で、義経に忠誠をつくした継信の子孫だという。庄内有数の名門である。
旗本の伊深佐藤家は藤原姓で、継信の末裔といわれる。戦国時代に、岐阜県加茂郡富加町加治田にあった加治田城に、佐藤紀伊守忠能がおり、家系的には養子でつないだ子孫という。
佐藤継信の子とされる吉信（義信?）の子孫は「左衛門経信－藤三郎－四郎兵衛－源十郎－出羽守－左衛門大夫－三河守信則（信長家臣・美濃加茂郡揖深村城主、天正五年卒）－駿河守堅忠（秀吉家康に仕う）－勘右衛門継成（三千百九十石）－駿河守成次－勘右衛門続成」とされる。家紋は源氏車、三本傘。尾張における佐藤氏という。

## 関連作品
テレビドラマ
- 『源義経』（1966年、NHK大河ドラマ、演：岩井半四郎）
- 『新・平家物語』（1972年、NHK大河ドラマ、演：堀辺隆一）
- 『草燃える』（1979年、NHK大河ドラマ、演：加藤健一）
- 『武蔵坊弁慶』（1986年、NHK新大型時代劇、演：真夏竜吾）
- 『炎立つ』（1993年-1994年、NHK大河ドラマ、演：上田雄太）
- 『義経』（2005年、NHK大河ドラマ、演：宮内敦士）